# Bill Bond
William Edward Bond (La Jolla (California), 22 de junio de 1942 – San Diego (California), 18 de agosto de 2013) fue un tenista estadounidense.
Entró en el máximo nivel competición a temprana edad, alcanzando la segonda ronda del Campeonato nacional de Estados Unidos de 1958. Conitnuo consechando ñexitos mientras estudiaba en la Universidad del Sur de California. Formó parte hasta de tres ocasiones del equipo del USC que ganó los Campeonatos de la NCAA. En 1964, Dennis Ralston y él ganaron el campeonato de dobles de la NCAA. William Kellogg, presidente de La Jolla Beach and Tennis Club, dijo que "Bill fue el número 7 en el ranking de tenis juvenil masculino de todos los tiempos en el sur de California (1960-1995). Otros jugadores clasificados detrás de él fueron Jimmy Connors, Stan Smith, Michael Chang, Raúl Ramírez, o Pete Sampras. Bill era un gan jugador!"
Fue miembro del equipo estadounidense de la Copa Davis Juvenil durante tres años, y del equipo de Copa Davis de los Estados Unidos en 1963. Estuvo entre los diez mejores del ranking nacional de los Estados Unidos en el cuadro masculino y llegó a jugar diez competiciones de Grand Slam.
Una vez retirado, Bond se convirtió en profesor de La Jolla Beach and Tennis Club y estuvo trabajando allí durante 34 años. Entre sus alumnos destacan Terry Holladay, Alex O'Brien, Raúl Ramírez y Chico Hagey.
Bill Bond se retiró en agosto de 2005 y se trasladó a Kauai con su mujer Suzie. Murió el 18 de agosto de 2013 a la edad de 71 años.